# Arthur Ligy
Arthur Liévin Joseph Ligy, né le 3 septembre 1854 à Ypres et décédé le 20 octobre 1937 à Gand fut un homme politique catholique belge.
Ligy fut docteur en droit (1874,RUG) et candidat notaire (1875,RUG; docteur en sciences politiques et administratives (1876,RUG). Il fut avocat à la Cour d'Appel de Gand (1878-1937), dont il fut le bâtonnier (1898-1905; 1914-16).
Ligy fut élu député (1892-1900), conseiller communal de Gand (1895-1903), sénateur de Gand en suppléance de Paul de Smet de Naeyer (1913-21), sénateur coopté (1921-1936).

## Généalogie
- Il fut fils de Nicolas et Emerance Degels.
- Il épousa Léonie Wellens.

## Sources
- Bio sur ODIS